# Гандзюра Володимир Петрович
Володимир Петрович Гандзюра — український еколог, гідробіолог та іхтіолог, доктор біологічних наук (2004), професор (2008) кафедри екології та зоології Київського національного університету. Автор понад 160 наукових та науково-методичних праць, зокрема 10 монографій і 11 навчальних посібників.

## Життєпис
У 1979 році закінчив кафедру зоології хребетних біологічного факультету Київського університету. З того ж року працює на цій кафедрі на різних посадах. З 2005 р. професор кафедри. У 1986 році захистив кандидатську дисертацію на тему «Накопление и трансформация азота и фосфора молодью рыб днепровских водохранилищ», у 2004 році — докторську на тему «Продуктивність біосистем у токсичному середовищі». 2008 року отримав звання професора. Підготував 9 кандидатів біологічних наук. 
З 2006 року за сумісництвом очолює створений ним Центр екобезпеки та євроатлантичного співробітництва, з 2017 року — Центр європейської та євроатлантичної інтеграції при Державній екологічній академії післядипломної освіти та управління Міністерства захисту довкілля та природних ресурсів України. 
Член Національної спілки журналістів України.

## Деякі публікації
- Гандзюра В. П. Продуктивність біосистем за токсичного забруднення середовища важкими металами. — Київ, ВГЛ «Обрії», 2002. — 248 с.
- Гандзюра В. П., Грубінко В. В. Концепція шкодочинності в екології. — Київ-Тернопіль: Вид-во ТНПУ ім. В. Гнатюка, 2008. — 144 с.
- Гандзюра В. П. Екологія: Навчальний посібник. Видання 3-ге, перероблене і доповнене. — К.: ТОВ «Сталь», 2012. — 390 с.
- Гандзюра В. П., Клименко М. О., Бєдункова О. О. Біосистеми в токсичному середовищі. Монографія. — Рівне, Вид-во НУВГП, 2021. — 261 с.
- Гандзюра В.П. Системний аналіз якості навколишнього середовища. Навчальний посібник для студентів ВНЗ. – Київ: Сталь, 2020.–  180 с.

- Дудар В.В., Гандзюра В.П., Романюк В.П., Берегуля Р.О. Пропозиції щодо управління землями, які забруднені вибуховими речовинами від вибухонебезпечних пережитків війни // Grail of Science : inter. Scientific journal. –Vinnytsia: NGO «European Scientific Platform», 2024. –No 37. З. 195-210.
- Gandziura V.P., Afanasyev S.O. & Biedunkova O.O.  The concept of hydroecosystems’ health (a review) // Hydrobiological Journal Volume 59, Issue 2, 2023, pp. 3-17
- В. П. Гандзюра, С. О. Афанасьєв, О. О. Бєдункова концепція здоров'я гідроекосистем (огляд) // Гідробіологічний журн. 2022. — № 6. — С. 3-20.
- O. Klymenko , V. Gandziura, O. Biedunkova, I. Statnyk Influence of hydrochemical factors on morphometric variability of Scardinius erythrophthalmus in a freshwater river system // Biodiversity. Vol. 30 No. 3. P. 244-254. (2022).
- M. Klymenko, V. Gandziura, O. Biedunkova, I. Statnyk  Influence of hydrochemical factors on morphometric variability of Scardinius erythrophthalmusin a freshwater river system // Biosyst. Divers., 2022, 30(3), –93-99. doi: 10.15421/012226
- Бондар О. І., Гандзюра В. П., Матвієнко М. Г. Екобезпекова складова національної системи стійкості // Екологічні науки, 2022, № 4(43).  С. 7-11. УДК 502: 504: 574 DOI https://doi.org/10.32846/2306-9716/2022.eco.4-43.
- Veniamin Zamorov, Yuriy Karavanskiy, Yevhen Leonchyk, Volodymyr Gandzyura, and Yuriy Kvach. The effect of atmospheric pressure and water temperature on the swimming activity of Round goby, Neogobius melanostomus (Actinopterygii: Perciformes: Gobiidae) // Acta Ichthyologica et Piscatoria (2018) 48 (4): 373–379.